# Anton Alikhanov
Anton Andreïevich Alikhanov (en russe : Анто́н Андре́евич Алиха́нов) est un homme politique russe, né le 17 septembre 1986 à Soukhoumi, RSSA d'Abkhazie, RSS de Géorgie, en Union soviétique. Candidat ès sciences en économie et en droit, il est économiste et avocat. Depuis le 29 septembre 2017, il est gouverneur de l'oblast de Kaliningrad, l'ancienne Prusse-Orientale, et exclave de la Russie. Il était auparavant président par intérim du gouvernement de l'oblast de Kaliningrad et chef de l'administration de la zone économique spéciale de Kaliningrad.
Depuis sa nomination par intérim en octobre 2016 jusqu'en mai 2018, il était le plus jeune dirigeant de n'importe quel sujet russe, ayant été nommé à seulement 30 ans. Ce record fut perdu en mai 2018 lors de la nomination de Dmitri Artioukhov (en) à la tête du district autonome des Iamalo-Nenets, ce dernier né deux ans après Alikhanov en 1988.
Anton Alikhanov est membre du parti au pouvoir Russie unie depuis 2017, et est aussi membre du conseil général du parti. En décembre 2022, le Département du Trésor des États-Unis a ajouté Alikhanov et 28 autres gouverneurs des sujets fédéraux de Russie à la Specially Designated Nationals and Blocked Persons List en raison de leur implication dans l'application de la conscription de Citoyens russes en réponse à l'ordre de mobilisation en septembre 2022.

## Situation personnelle

### Origine

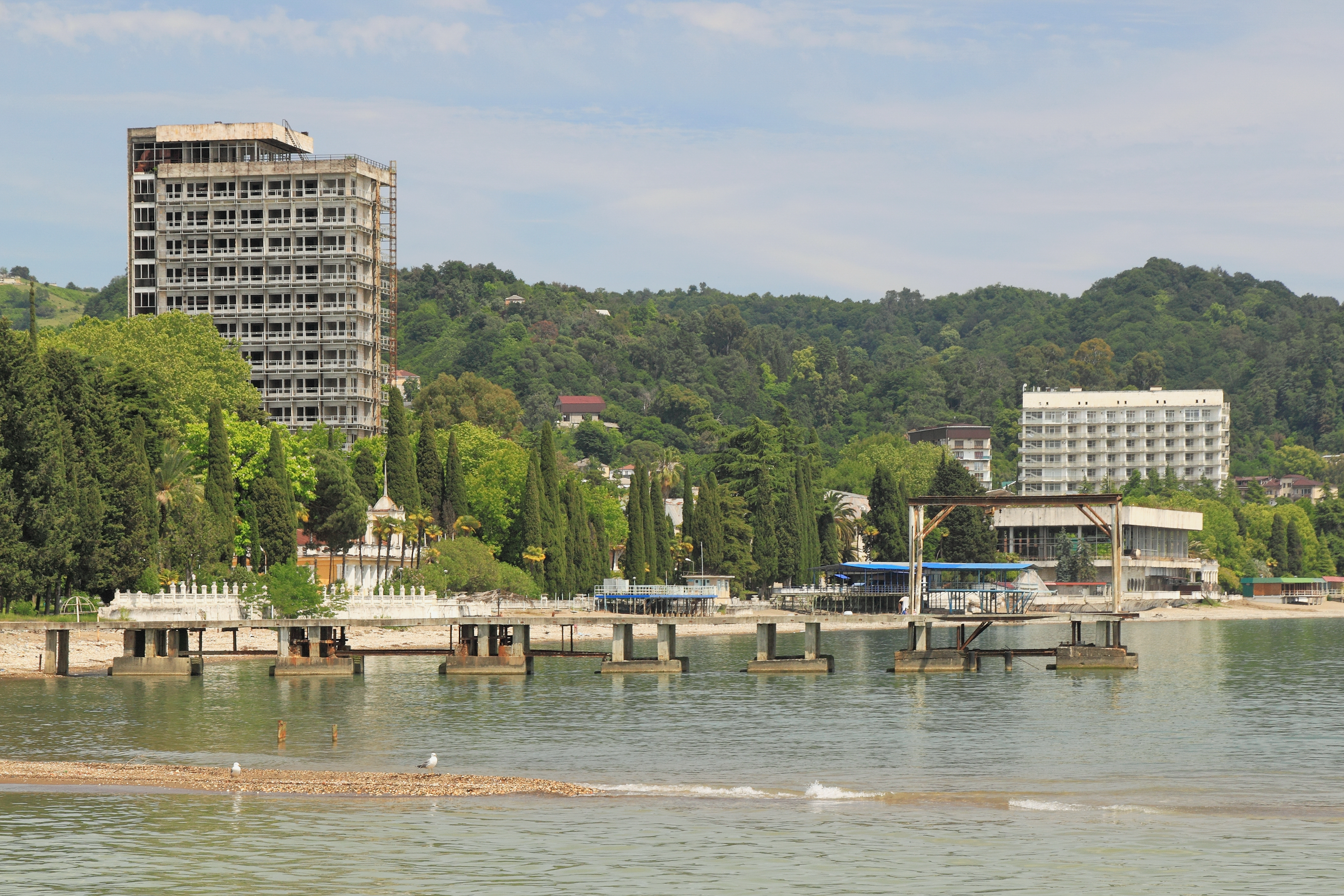
Soukhoumi, station balnéaire.

Anton Andreïevich Alikhanov est né le 17 septembre 1986 dans la ville de Soukhoumi, sur les bords de la mer Noire, en RSSA d'Abkhazie, située elle en RSS de Géorgie, et ainsi en Union soviétique.
Son père, Andreï Antonovitch Alikhanov, né en 1960, et originaire de Moscou, mais possède une double ascendance, à moitié grecque et à moitié Cosaques du Don[pas clair]. Il est diplômé de l'Université agraire de Soukhoumi, spécialisé dans l'étude des cultures subtropicales, et a travaillé dans une usine de thé et de tabac .Sa mère est Liana Teïranovna Alikhanova, née en 1961, diplômée de l'Université médicale d'État de Tbilissi (en), candidat ès sciences médicales, qui a elle des racines russes et géorgiennes.
En 1992, seulement quelques mois après le déclenchement de la guerre d'Abkhazie, la famille est contrainte de quitter précipitamment l'Abkhazie (la bataille de Soukhoumi aura par ailleurs lieu quelques mois après leu départ, en 1993). La famille, dont Anton, s'installent à Moscou, où ils doivent recommencer une ville.
Deux familles avec neuf personnes au total (parents, grands-mères, tantes, oncles et enfants), dont celle d'Anton, louent un appartement d'une pièce dans la capitale près de la station de métro Kantemirovskaïa, dans le district administratif sud.
Sa mère obtint un poste de chef du service de gastro-entérologie à l'hôpital clinique no 4 de la ville, tandis que le père s'est reconverti dans le secteur des affaires, l'agriculture n'étant pas un poste qui embauche à Moscou. Il est l'un des fondateurs de Rusmyasomoltorg, une société de négoce de viande en gros (l'entreprise est aujourd'hui en liquidation), avec une part de 20 %. Les autres fondateurs sont son ami de longue date Igor Chouvalov, le futur premier vice-président du gouvernement russe, ainsi que Oleg Mitvol, alors candidat à la Douma d'État, qui deviendra par la suite chef de Rosprirodnadzor, le Service fédéral de surveillance des ressources naturelles (agence de protection de la nature). Le père travailla par ailleurs avec Mikhaïl Babitch (en), le futur représentant plénipotentiaire du président de la fédération de Russie dans le district fédéral de la Volga.
Anton Alikhanov n'effectua pas de service militaire.

### Études
Il est diplômé de l'Université des finances du gouvernement russe à Moscou : en 2008 - avec un diplôme en finance et crédit , et en 2010 - avec un diplôme en jurisprudence.
En 2012, à l'Université russe d'économie Plekhanov à Moscou, il a soutenu sa thèse pour le diplôme de candidat ès sciences économiques sur le thème « Gestion des coûts pour le développement de la culture organisationnelle de l'entreprise » , spécialisé dans « Économie et gestion de l'économie nationale (gestion) ». Son superviseur était le docteur en économie et professeur Alexandre Anatolievitch Govorine.

## Parcours politique

### Parcours professionnel au sein d'institutions
En 2009-2010, il a été expert-spécialiste du département juridique du Bureau du ministère de la Justice de la fédération de Russie pour l'oblast de Moscou.
De 2010 à 2012, il a été conseiller principal au Département de la planification et de l'économie du Département de l'administration du Ministère de la justice de la fédération de Russie. À partir de 2013, il fut directeur adjoint, puis directeur du Département de la réglementation nationale des activités de commerce extérieur du Ministère de l'industrie et du commerce de la fédération de Russie.
À partir du 24 janvier 2015, il est membre du sous-comité de politique commerciale du Conseil consultatif du commerce auprès du conseil d'administration de la Commission économique eurasienne (l'organe exécutif de l'Union économique eurasiatique,.

### Parcours politique

#### Postes dans l'oblast de Kaliningrad
À partir du 22 septembre 2015, il fut vice-président du gouvernement de l'oblast de Kaliningrad, avec dans son portefeuille l'agriculture et industrie.
Du 17 décembre 2015 au 26 septembre 2019, il fut chef de l'administration de la zone économique spéciale de l'oblast de Kaliningrad. Il a supervisé l'élaboration de la loi sur la réglementation juridique du régime spécial de l'activité entrepreneuriale sur le territoire de la région de Kaliningrad  .
Du 30 juillet 2016 au 29 septembre 2017, il fut président par intérim du gouvernement de l'oblast de Kaliningrad.
Il est membre du parti Russie unie (depuis décembre 2017), et membre de son Conseil général (au parti) depuis 2018. Il est membre du Présidium du Conseil d'État de la Fédération de Russie. Depuis décembre 2020, il est Président de la Commission du Conseil d'État « Petites et Moyennes Entreprises ».

#### Gouverneur de l'oblast de Kaliningrad

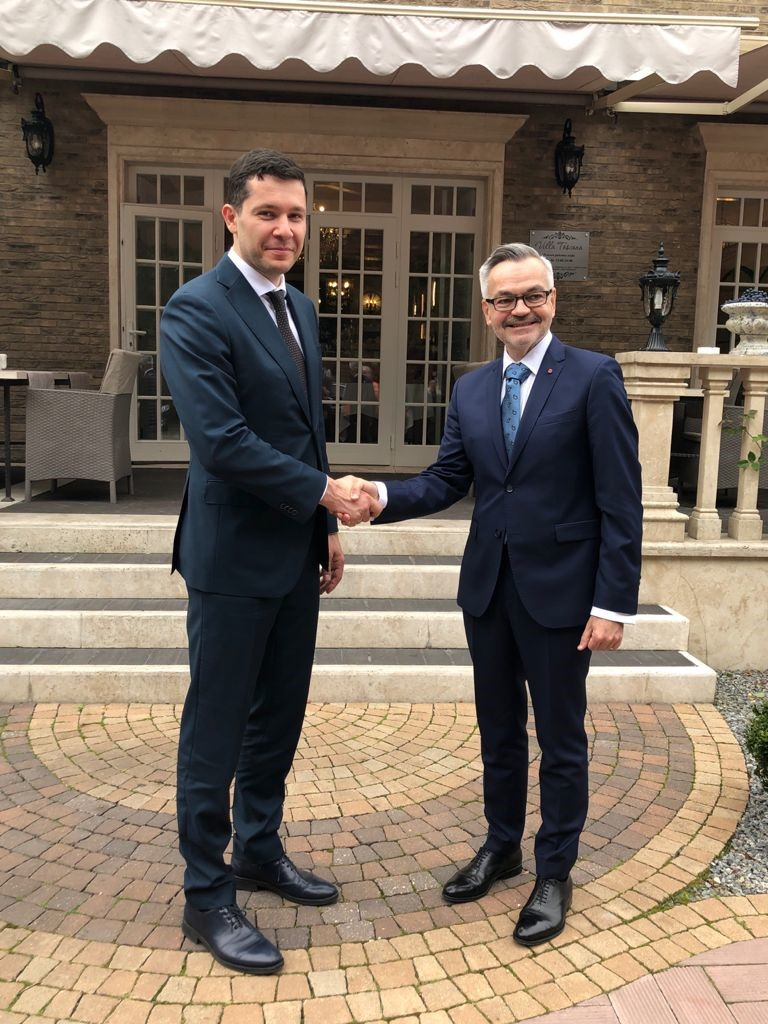
Avec l'ambassadeur de Pologne en Russie en 2021.

Le 6 octobre 2016, après la démission du gouverneur par intérim Evgueni Zinitchev, par décret no 529 du président de la fédération de Russie V. V. Poutine, il a été nommé gouverneur par intérim de l'oblast de Kaliningrad jusqu'à ce que la personne élue gouverneur entre en fonction. Il est devenu le plus jeune gouverneur de l'histoire de la Russie (il avait alors 30 ans).
Selon Poutine, Alikhanov est l'un des auteurs du plan de développement stratégique à moyen terme en cours de préparation pour l'oblast de Kaliningrad, qu'Alikhanov, déjà dans ses nouvelles fonctions, avec le gouvernement de la fédération de Russie, a été chargé d'achever : développer et mettre en œuvre.
Le 10 septembre 2017, il a été élu gouverneur de l'oblast de Kaliningrad . Aux élections, 255 491 électeurs ont voté pour la candidature d'Alikhanov, qui s'est élevée à 81,06 % des voix.
Le 29 septembre 2017, il a pris ses fonctions. La cérémonie d'iinauguration a eu lieu au Théâtre dramatique régional de Kaliningrad, sur la scène duquel Anton Alikhanov, conformément à la Charte de l'oblast de Kaliningrad, a prêté serment de gouverneur à la population de l'oblast.
Du 18 juillet 2018 au 28 janvier 2019 et du 21 décembre 2020 à nos jours ; Membre du Présidium du Conseil d'État de la fédération de Russie,,.
Le 11 septembre 2022, il a été élu gouverneur de l'oblast de Kaliningrad pour un second mandat. Selon les résultats de l'élection du gouverneur de l'oblast de Kaliningrad du 9 au 11 septembre, 80,21 % des électeurs ayant pris part au scrutin (259 220 personnes) ont voté pour Anton Alikhanov. Le 16 septembre 2022, il prend ses fonctions.

### Sanctions internationales
Depuis le 15 décembre 2022, il fait l'objet de sanctions américaines sur fond d'invasion russe de l'Ukraine pour avoir mis en œuvre l'ordre de mobilisation. Il est également sous les sanctions de l'Ukraine, de l'Australie et de la Nouvelle-Zélande.

## Récompenses
- Diplôme honorifique du Président de la fédération de Russie[17].
- Médaille "Pour la diligence" II degré du Ministère de la Justice de la Fédération de Russie[17].
- 2015 : Médaille "Pour contribution à la création de l'Union économique eurasienne" III degré de l'Union économique eurasienne (EAEU)[17],[18].

## Vie privée
Son épouse est Daria Viatcheslavovna Abramova (née en 1986), diplômée (2009) de la faculté de journalisme international de l'Institut d'État des relations internationales de Moscou du ministère des Affaires étrangères de Russie. Après avoir obtenu son diplôme de l'institut, Daria a travaillé comme monteuse à la télévision. Elle écrit actuellement des mises en page pour des programmes à distance. Le couple a trois enfants : Andreï (né en 2012), Polina (né en 2015) et Vladimir (né en 2018),.
Son beau-père est Viatcheslav Abramov, colonel à la retraite du ministère de l'Intérieur.
Le grand-père de Daria est Mogueli Chalvovich Khouboutia (né le 17 juin 1946), académicien de l'Académie russe des sciences (depuis 2016), directeur (2006-2017), président (depuis 2017). )
Il est membre Institut de recherche de la médecine d'urgence de la ville de Moscou, chirurgien ; transplantologue, docteur en sciences médicales, professeur, docteur honoraire de la fédération de Russie .
Le frère cadet d'Anton ; Georgui Andreïevich Alikhanov (né en 1994 à Moscou),, diplômé de l'Université médicale et dentaire d'État de Moscou, a joué dans un groupe musical.

### Sports
Dès l'âge de trois ans, il pratique les arts martiaux : wushu, judo, arts martiaux mixtes, kudo. En 2022, il reçoit une ceinture noire en kudo.
Dans ses temps libres, il aime jouer de la guitare et faire du vélo.

## Déclaration de revenus (2015)
Le revenu déclaré d'Anton Alikhanov en Russie pour 2015 s'élevait à 2 209 919,98 roubles.
De plus, selon la déclaration, Alikhanov possède et utilise plusieurs objets immobiliers en Russie :
- appartement (57,1 m2 ) - en propriété individuelle ,
- appartement (85,8 m2) - en copropriété (1/3 part) ,
- appartement (101,0 m2 ) - en copropriété commune ,
- appartement (80,9 m2 ) est en cours d'utilisation .

Il possède également une voiture Mitsubishi Outlander et sa femme possède une voiture Ford Mondeo .

## Polémique
Le 20 octobre 2017, lors d'une conférence de presse pour les médias après la réunion du gouvernement de l'oblast de Kaliningrad, qui a examiné le projet de budget de la région pour 2018, à la question d'un journaliste du portail Internet de la région de Kaliningrad et la ville de Kaliningrad « Nouveau Kaliningrad. Ru » par Oksana Maïtakova, si le gouvernement de l'oblast de Kaliningrad rétablira l'indemnisation des dépenses de la maternelle aux familles avec enfants (qui ont été annulées fin 2016), le gouverneur Alikhanov a répondu : « Non ».
À la question de clarification "pourquoi", la réponse était : « Sur une tête de chou ». Le journaliste a poursuivi : « C'est une affaire sérieuse ! ». « C'est une réponse sérieuse », a rétorqué le gouverneur, après quoi il a néanmoins expliqué que de nombreux bénéficiaires de prestations sociales n'en avaient pas besoin et qu'ils avaient décidé de les attribuer spécifiquement ; uniquement aux familles officiellement pauvres (c'est-à-dire celles dont les revenus sont en dessous du niveau de subsistance ), et lui a également demandé de ne plus poser cette question,,.
Les journalistes de « Nouveau Kaliningrad. Ru » a publié sur leur portail un enregistrement audio du dialogue ci-dessus, ainsi qu'un enregistrement de la réponse de la vice-première ministre de la Fédération de Russie Olga Golodets, qui a précédé ce dialogue, lors d'une conférence de presse pour les médias le 18 août, 2017 à la suite de sa visite de travail dans l'oblast de Kaliningrad sur la question de la réduction des prestations sociales dans la région.
Le 24 octobre 2017, Anton Alikhanov, par l'intermédiaire de son assistant Denis Kalinovsky, a présenté ses excuses à la correspondante Oksana Maïakova «pour incontinence» et a remis aux éditeurs de la publication en ligne  « Nouveau Kaliningrad. Ru » un bouquet de fleurs et une bouteille de champagne français, dont le coût, selon des sources ouvertes, est d'environ 19 000 roubles. Les rédacteurs en chef de la publication ont décidé de donner la bouteille cadeau au chef du centre caritatif. « Je crois en un miracle » a déclaré Sofia Lagoutinskaïa, une journaliste; pour la vendre lors d'une vente aux enchères caritative. Le centre pourra utiliser le produit de la vente pour mettre en œuvre des programmes d'aide aux enfants malades,.